# 15374 Teta
15374 Teta è un asteroide della fascia principale. Scoperto nel 1997, presenta un'orbita caratterizzata da un semiasse maggiore pari a 1,9930153 UA e da un'eccentricità di 0,1615305, inclinata di 32,39883° rispetto all'eclittica.
Fa parte del gruppo degli asteroidi Hungaria.